# مديرية مسور

تعديل مصدري - تعديل

مديرية مسور إحدى مديريات محافظة عمران في اليمن. بلغ عدد سكانها 38432 نسمة عام 2004. تقع المديرية في جنوب غرب محافظة عمران وتضم اثنتي عشرة عزلة. مركز المديرية مدينة بيت عذاقة.

موقع مديرية مسور في محافظة عمران